# Géologie de la Suisse

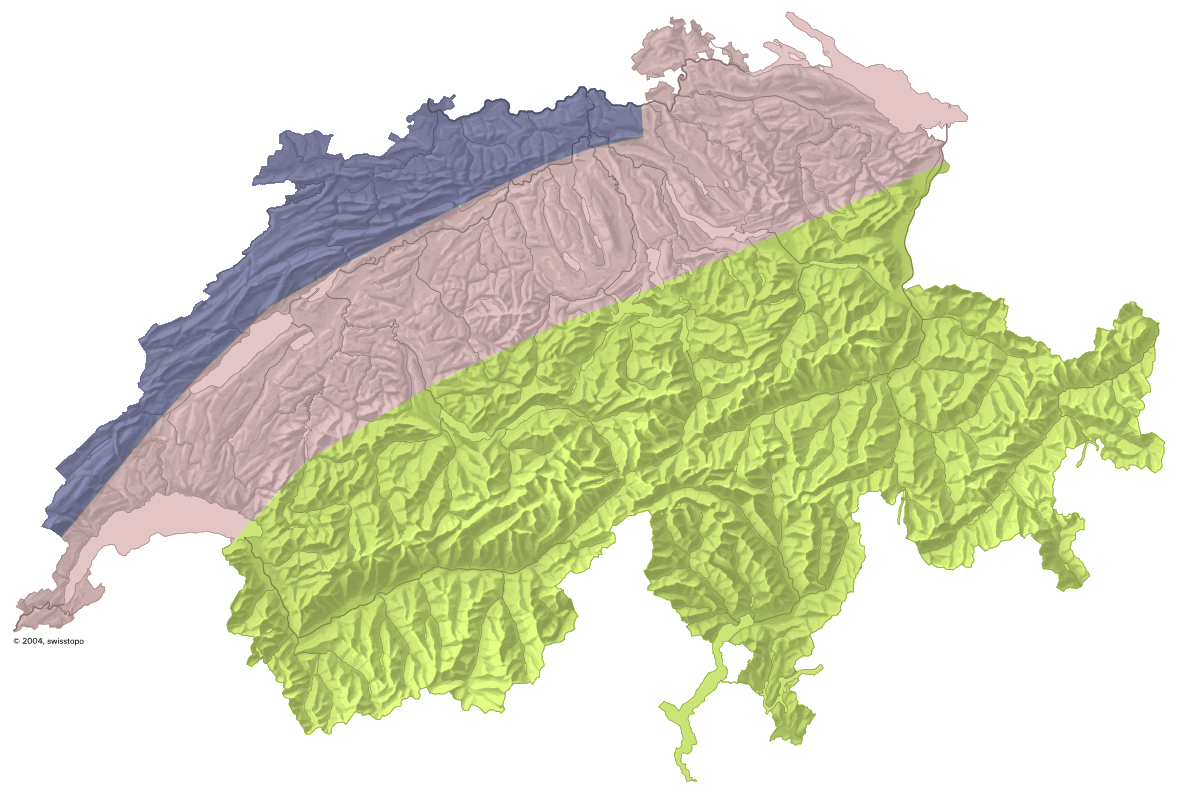
Zones géologiques de la Suisse: Jura au nord-ouest, plateau suisse au centre, Alpes au sud

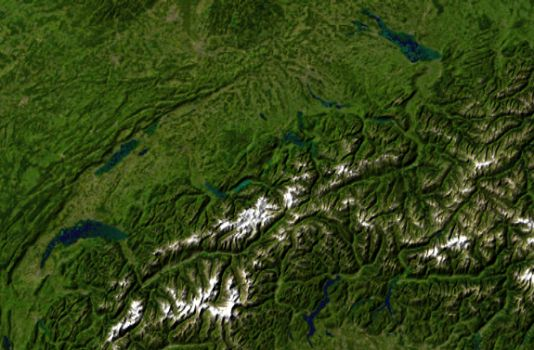
Photo satellite de la Suisse

L'histoire géologique de la Suisse prend place dans les différents évènements qui ont formé l'Europe, dont le socle formant l'Europe est un amoncellement de morceaux de croutes terrestres d'âges et de compositions différents. Un ensemble d'orogenèses, qui s'est écoulé pendant les trois derniers milliards d'années, a façonné le paysage de la Suisse tel que nous le connaissons aujourd'hui. D'autres phénomènes, tels que le magmatisme, le métamorphisme, l'érosion et la sédimentation sont aussi intervenus.
Deux orogenèses sont marquantes dans la formation du paysage actuel de la Suisse :
- l'orogenèse varisque, ou hercynienne, qui a notamment formé le massif schisteux rhénan, le Fichtelgebirge, les Vosges et la Forêt-Noire ;
- l'orogenèse qui a débuté au cours du Trias et qui se poursuit actuellement, à l'origine des chaines alpines.

## Histoire géologique de la Suisse

### Le socle cristallin
Le socle cristallin s'est formé entre la fin du précambrien et le dévonien. Les plus vieilles roches trouvées en Suisse, qui ont été métamorphisées plusieurs fois, se trouvent principalement dans ces massifs cristallins. Des traces de toutes les chaînes de montagnes connues en Europe ont été trouvées dans ces roches métamorphiques. Toutes ces roches ont des âges différents, on a ainsi trouvé des traces d'un métamorphisme datant d'environ 600 millions d'années (orogenèse cadomienne). Des zircons de certains gneiss sont datés de 1,2 à 2 milliards d’années et correspondent aux granites les plus vieux de la croûte européenne.

### Érosion au Carbonifère et au Permien
Au cours du Carbonifère et du Permien, la surface du globe est occupée par un continent unique appelé Pangée. À l'emplacement de ce qui deviendra la Suisse, se trouve alors une chaine de montagnes qui est arasée par l'érosion sous un climat de type tropical. Les produits de cette érosion viennent combler des dépressions et des bassins, peuplés par une végétation luxuriante, à l'origine de grandes quantités de charbon (qui donne son nom à l'époque géologique correspondante). Les plus vieux fossiles trouvés en Suisse sont des empreintes de plantes de cette époque.
Au cours du Permien, le climat est plus sec. Divers conglomérats trouvés dans des rivières désertiques permettent de dire qu'un climat désertique aride a perduré. Une activité volcanique se développe également à cette époque, dont un complexe est encore visible de nos jours au Tessin.
À la suite de l'orogenèse hercynienne, les différentes couches sédimentaires créées lors du carbonifère et du permien se trouvent enfouies et pincées dans un vaste système de failles et de grabens.

### Ouverture océanique du Trias au Crétacé
Au début du Mésozoïque, la Pangée se disloque, l'océan Atlantique commence à s'ouvrir et le continent africain se sépare du bloc eurasien. Entre l'Afrique et l'Europe se forme un océan, le Mésogée ou océan alpin qui communique à l'est avec la Téthys et à l'ouest avec l'océan Atlantique. L'ouverture de cet océan se réalise par la divergence de plaques tectoniques, mais d'une manière beaucoup plus complexe que ce qui se passe aujourd'hui sur la dorsale médio-Atlantique.
Dans cet océan alpin, la dorsale d'ouverture était axée quasiment nord-sud et était hachurée par de nombreuses failles transformantes, permettant ainsi aux différents blocs situés de part et d'autre de ces failles de se déplacer à la fois latéralement et verticalement. L'extension maximale de cet océan eut lieu à la fin du Jurassique, où il aurait atteint une largeur maximale correspondant à celle de la partie occidentale de la mer Méditerranée actuelle.

### De l'océan aux montagnes
Au milieu du Crétacé, le phénomène tectonique s'inverse, les plaques eurasienne et africaine commençant à se rapprocher. À la suite des mouvements tectoniques dans l'Atlantique sud, la plaque africaine se met à pivoter dans le sens inverse des aiguilles d'une montre, provoquant le rétrécissement de l'océan alpin et de la Téthys jusqu'à entrer en collision avec la plaque européenne. Ce mécanisme de collision, qui s'étend sur 100 millions d'années., engendre la formation géologique des Alpes, ainsi que le plissement du massif du Jura.
Si de nombreux progrès dans l'explication de cette période géologique ont été accomplis ces dernières années, beaucoup de questions restent cependant sans réponses et plusieurs théories s'affrontent pour expliquer dans les détails cette période. Le mécanisme est en effet complexe, en particulier dû au fait que les plaques ne se sont pas heurtées perpendiculairement et régulièrement, mais que ce sont plutôt des plaques déjà morcelées qui se sont percutées obliquement (sud-est nord-ouest) par rapport aux limites générales des plaques.

### Chronologie géologique de la Suisse
Ce tableau présente l'échelle des temps géologiques adaptée à la Suisse, on y voit les faits marquants de la construction géologique de la Suisse.
| Ère         | Période     | Époque              | Années                                | Événements géologiques Situation de la Suisse         | Contexte général                                               |
| ----------- | ----------- | ------------------- | ------------------------------------- | ----------------------------------------------------- | -------------------------------------------------------------- |
| Cénozoïque  | Néogène     | Holocène            | de 10 000 ans à aujourd'hui           | Poursuite de la surrection des Alpes                  | Agriculture et sédentarisation                                 |
| Cénozoïque  | Néogène     | Pléistocène *       | de 1,65 million d'années à 10 000 ans | Successions de périodes glaciaires et interglaciaires | Apparition de l'Homo sapiens                                   |
| Cénozoïque  | Néogène     | Pliocène *          | de 5,3 à 1,65 million d'années        | Plissement du Jura, volcanisme en Suisse orientale    | Lucy                                                           |
| Cénozoïque  | Néogène     | Miocène *           | de 23,5 à 5,3 millions d'années       | Plissement des nappes helvétiques                     | Séparation de la lignée humaine et de la lignée des chimpanzés |
| Cénozoïque  | Paléogène   | Oligocène *         | de 34 à 23,5 millions d'années        |                                                       |                                                                |
| Cénozoïque  | Paléogène   | Éocène *            | de 53 à 34 millions d'années          |                                                       |                                                                |
| Cénozoïque  | Paléogène   | Paléocène *         | de 65 à 53 millions d'années          |                                                       |                                                                |
| Mésozoïque  | Crétacé     | Crétacé supérieur * | de 96 à 65 millions d'années          | Début de l’orogenèse alpine                           | Isolement de l'Euramérique extinction des dinosaures           |
| Mésozoïque  | Crétacé     | Crétacé inférieur   | de 135 à 96 millions d'années         | Ouverture de l'océan alpin                            | Isolement de l'Afrique                                         |
| Mésozoïque  | Jurassique  | supérieur Malm      | de 154 à 135 millions d'années        | Ouverture de l'océan alpin                            | Premiers oiseaux Premières plantes à fleurs                    |
| Mésozoïque  | Jurassique  | moyen Dogger        | de 180 à 154 millions d'années        | Ouverture de l'océan alpin                            |                                                                |
| Mésozoïque  | Jurassique  | inférieur Lias      | de 205 à 180 millions d'années        | Ouverture de l'océan alpin                            | Division de la Pangée                                          |
| Mésozoïque  | Trias       | Keuper              | de 230 à 205 millions d'années        | Mer tropicale peu profonde                            |                                                                |
| Mésozoïque  | Trias       | Calcaire coquillier | de 240 à 230 millions d'années        | Mer tropicale peu profonde                            |                                                                |
| Mésozoïque  | Trias       | Grès bigarré        | de 245 à 240 millions d'années        | Mer tropicale peu profonde                            |                                                                |
| Paléozoïque | Permien     | Permien             | de 295 à 245 millions d'années        |                                                       |                                                                |
| Paléozoïque | Carbonifère | Carbonifère         | de 360 à 295 millions d'années        |                                                       |                                                                |
| Paléozoïque | Dévonien    | Dévonien            | de 410 à 360 millions d'années        | Formation du socle cristallin                         |                                                                |
| Paléozoïque | Silurien    | Silurien            | de 435 à 410 millions d'années        | Formation du socle cristallin                         |                                                                |
| Paléozoïque | Ordovicien  | Ordovicien          | de 500 à 435 millions d'années        | Formation du socle cristallin                         |                                                                |
| Paléozoïque | Cambrien    | Cambrien            | de 540 à 500 millions d'années        | Formation du socle cristallin                         |                                                                |
| Précambrien |             |                     |                                       | Formation du socle cristallin                         |                                                                |

Note : les époques notées avec un * forment l’orogenèse alpine.

### Sources et bibliographie
- Toni Labhart et Danielle Decrouez, Géologie de la Suisse, Delachaux et Niestlé, Lausanne - Paris, 1997.  (ISBN 2-603-01050-6)